# Buchverlag
Der Buchverlag ist die häufigste Form des Verlages. Buchverlage stellen Druckwerke her, vereinbaren mittels Verlagsverträgen Rechteübertragungen mit den Autoren und sorgen für die Werbung und den Vertrieb der edierten Bücher. Der moderne Buchverlag nutzt für seine Druckausgaben neben dem Offsetdruck inzwischen vermehrt Book on Demand und vertreibt seine Titel auch in Form von E-Books oder/und als Hörbücher auf CD, als Download oder im Streaming.

## Buchverlagsarten
Bei „klassischen“ Buchverlagen bzw. den Publikumsverlagen unterscheidet man nach deren Hauptausrichtung der Gattungsspektren Belletristik (Literatur, darunter u. a. auch Kinder- und Jugendliteratur) oder/und Sachbuch.
Daneben gibt es Fachbuchverlage, die vorwiegend oder ausschließlich Fachbücher bzw. Fachliteratur verlegen, die sich an „ein Fachpublikum meist mit Blick auf die professionelle Anwendung oder die Gewinnung neuer wissenschaftlicher Erkenntnisse“ richtet, und deshalb wegen eher geringer Umsatzerwartungen meist in Form eines Zuschussverlags bzw. Druckkostenverlags für die Erstellung ihrer Publikationen Druckkostenzuschüsse erheben. Auf wissenschaftliche Publikationen haben sich innerhalb der Fachbuchverlage die Wissenschaftsverlage spezialisiert.
Als „Spezialverlage“ sind u. a. dann noch Kalenderverlage, Kartenverlage, Kunstverlage, Musikverlage und Postkartenverlage zu nennen.
In Abgrenzung zum regulären Buchverlag unterscheiden sich Selbstverlag sowie die Dienstleistungsformen Selbstkostenverlag und Self-Publishing-Plattform dadurch, dass hierbei allein der Autor das Geschäftsrisiko einer Veröffentlichung trägt, er mit den Dienstleistern keine Verlagsverträge, sondern Werkverträge abschließt und seine Veröffentlichungen somit als Selbstpublikationen gelten.

## Entwicklungen
Mit der Entwicklung der digitalen Datenverbreitung hat auch das Buchverlagswesen in den letzten Jahren seine Angebote erweitert und ist nicht mehr wie in früheren Jahrhunderten an das Papier als physischen Datenträger gebunden. Zuvor traditionell in Heftform gebundene Verlagsvorschauen sind inzwischen auch online abzurufen.
Die meisten Buchverlage sind noch mittelständische Unternehmen, doch gibt es eine starke Tendenz zur Bildung von Verlagsgruppen. Die Konzentration in der Verlagsbranche stieg beispielsweise 2006 um insgesamt mindestens zehn Prozent auf über 150 Übernahmen an. Vor allem große, marktbewegende Übernahmen haben deutlich zugenommen (am meisten im Bereich Fachinformation). Ein kleiner, gegenläufiger Trend sind die Independent-Verlage. Zum Beispiel gab es 1997 in Sachsen, Sachsen-Anhalt und Thüringen 161 derartige Verlage, 2008 waren es bereits 316.
Um am Markt zu bestehen oder Entlassungen zu vermeiden, bringen Verlage mittlerweile häufiger von ihrem Profil Abweichendes heraus. Der im Branchenjargon alte Begriff „Schnellschuss“ steht für eher schlecht recherchierte und redigierte Neuerscheinungen, die in eine unvorhergesehene Marktlücke passen. Eine Umfrage im Auftrag des Murmann Verlags zeigte 2018 jedoch, dass ein klares inhaltliches Profil eines Verlags heutzutage als weniger wichtiger Aspekt für einen guten Buchverlag betrachtet wird als beispielsweise ein gutes Programm, also eine gute Auswahl an Themen und Autoren, sowie inhaltlich sorgfältig entwickelte Bücher.
Die Buchverlage haben traditionell mit hohen Kosten (Papier, Personal) und der allgemeinen Konsumstagnation zu kämpfen. Im Jahr 2023 wurde ein Umsatzwachstum von 2,8 Prozent erreicht, das jedoch nur durch höhere Buchpreise erreicht wurde. Der Absatz der Stückzahlen war insgesamt rückläufig.

## Interne Struktur
Herzstück der Verlage sind die Lektorate, denen die gesamte Programmarbeit sowie die Arbeit am einzelnen Buch obliegt. Mit dem Lektorat eng zusammen arbeitet das Korrektorat, das die Bücher auf orthographische und grammatikalische Richtigkeit prüft.
Eine Produktions-Abteilung kümmert sich um Satz und Grafik und fungiert als Schnittstelle zu den externen Druckereien. Ergänzt wird die Produktion durch die Abteilung Digital Publishing, die entsprechende E-Books und Apps erstellt.
Darüber hinaus finden sich in den Verlagen kundennahe Abteilungen wie Marketing, Key Account, Vertrieb und Pressearbeit, die für die Bekanntheit und den Absatz der Bücher sorgen sollen. Die großen Verlage besitzen einen Außendienst, der die Buchhandlungen besucht.
Die Buchhaltung, eine Honorar-Abteilung, eine IT und Versand und Lager gehören zu den Haus-Diensten eines Verlages. 
Viele Verlage bilden eine solche Struktur intern ab, andere kaufen die Dienstleistungen am Markt bei freien Mitarbeitern zu. 
Eine Abteilung kümmert sich um Lizenzen und kauft und verkauft die Rechte an Büchern.